# Arneburg
Arneburg é uma cidade da Alemanha localizada no distrito de Stendal, estado de Saxônia-Anhalt.
Arneburg é membro do Verwaltungsgemeinschaft de Arneburg-Goldbeck.